# The Missing Peace
The Missing Peace è l'undicesimo album in studio del gruppo musicale statunitense L.A. Guns, pubblicato nel 2017.

## Tracce
1. It's All the Same to Me – 4:27
2. Speed – 3:41
3. A Drop of Bleach – 4:02
4. Sticky Fingers – 5:00
5. Christine – 4:09
6. Baby Gotta Fever – 3:37
7. Kill It or Die – 3:59
8. Don't Bring a Knife to a Gunfight – 3:47
9. The Flood's the Fault of the Rain – 5:09
10. The Devil Made Me Do It – 3:21
11. The Missing Peace – 4:44
12. Gave It All Away – 5:24

## Formazione
- Phil Lewis – voce
- Tracii Guns – chitarra
- Johnny Martin – basso
- Shane Fitzgibbon – batteria
- Michael Grant – chitarra